# Bogogno
Bogogno är en ort och kommun i provinsen Novara i regionen Piemonte i Italien. Kommunen hade 1 276 invånare (2018).